# Formalismo BSSN
Il formalismo BSSN sviluppato da Thomas W. Baumgarte, Stuart L. Shapiro, Shibata, e Nakamura dal 1987 al 1999, è una modifica della formulazione  hamiltoniana del formalismo ADM della relatività generale.
Il formalismo ADM non permette simulazioni numeriche stabili e a lungo termine. Nel formalismo BSSN, le equazioni ADM sono modificate introducendo variabili ausiliarie. Il formalismo è stato testato per un'evoluzione a lungo termine delle onde gravitazionali lineari e utilizzato per una varietà di scopi come simulare l'evoluzione non-lineare delle onde gravitazionali, o l'evoluzione e collisione dei buchi neri.